# Eugen Netto

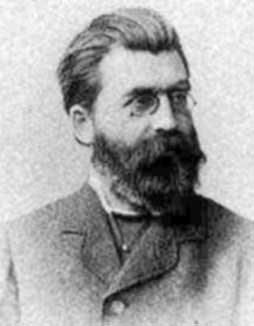
Eugen Netto

Eugen Otto Erwin Netto (* 30. Juni 1846 in Halle; † 13. Mai 1919 in Gießen) war ein deutscher Mathematiker, der sich mit Kombinatorik und Gruppentheorie beschäftigte.

## Leben und Wirken
Nettos Vater war an den Francke’schen Stiftungen in Halle angestellt. Netto ging in Halle und Berlin zur Schule. Ab 1866 studierte er Mathematik an der Universität Berlin bei Leopold Kronecker, Karl Weierstraß und Ernst Eduard Kummer. Er machte 1870 seinen Abschluss und wurde bei Weierstraß promoviert. Danach unterrichtete er an einem Gymnasium in Berlin, bevor er 1879 außerordentlicher Professor an der Universität Straßburg wurde. 1882 wurde er außerordentlicher Professor in Berlin und 1888 Professor an der Universität Gießen. 1913 emeritierte er.
Netto arbeitete unter anderem über Gruppentheorie, wo er einen neuen Beweis der Sylow-Sätze gab. Er ist für frühe Lehrbücher zur Kombinatorik und Gruppentheorie bekannt. Er verfasste die Kapitel Kombinatorik, Wahrscheinlichkeitsrechnung, Reihen, Imaginäres im vierten Band der Vorlesungen über Geschichte der Mathematik von Moritz Cantor (1908), der das 18. Jahrhundert behandelt.
1879 bewies er, dass die bijektive Abbildung des Einheitsintervalls auf das Einheitsquadrat von Georg Cantor nicht stetig sein konnte.
Netto hatte 1880 Hedwig Freund, eine Tochter von Wilhelm Alexander Freund, geheiratet.

## Schriften
- Substitutionentheorie und ihre Anwendung auf die Algebra. Teubner 1882.
- Theory of Substitutions and Its Applications to Algebra. Ann Arbor, Mich. 1892.
- Die Determinanten. Teubner, 1910.
- Die Determinanten. Teubner, 2. Auflage 1925.
- Lehrbuch der Combinatorik. Teubner, 1901, 2. Auflage 1927.
- Gruppen- und Substitutionentheorie. Leipzig, Göschen, 1908.
- Vorlesungen über Algebra. Erster Band. Teubner, 1896.
- Vorlesungen über Algebra. Zweiter Band. Teubner, 1900.
- Netto: Kombinatorik. Enzyklopädie der Mathematischen Wissenschaften, Band 1, 1898.
- Netto: Rationale Funktionen einer Veränderlichen; ihre Nullstellen. Enzyklopädie Math. Wiss., Band 1, 1899.
- Netto: Rationale Funktionen mehrerer Veränderlichen. Enzyklopädie Mathem. Wiss., Band 1, 1899.